# Dreamin' Wild
Dreamin' Wild és una pel·lícula dramàtica biogràfica estatunidenca del 2022 escrita, dirigida i produïda per Bill Pohlad, i protagonitzada per Casey Affleck, Noah Jupe, Zooey Deschanel, Walton Goggins, Jack Dylan Grazer i Beau Bridges. La història es basa en la vida dels germans Donnie i Joe Emerson, que són cantants. S'ha doblat i subtitulat al català.
La pel·lícula es va estrenar al 79è Festival Internacional de Cinema de Venècia el 7 de setembre de 2022. Va arribar als cinemes el 4 d'agost de 2023 amb la distribució de Roadside Attractions.
El rodatge principal va començar l'octubre de 2021 a Spokane (Washington).